# Wilhelm Schultz (Uhrmacher)

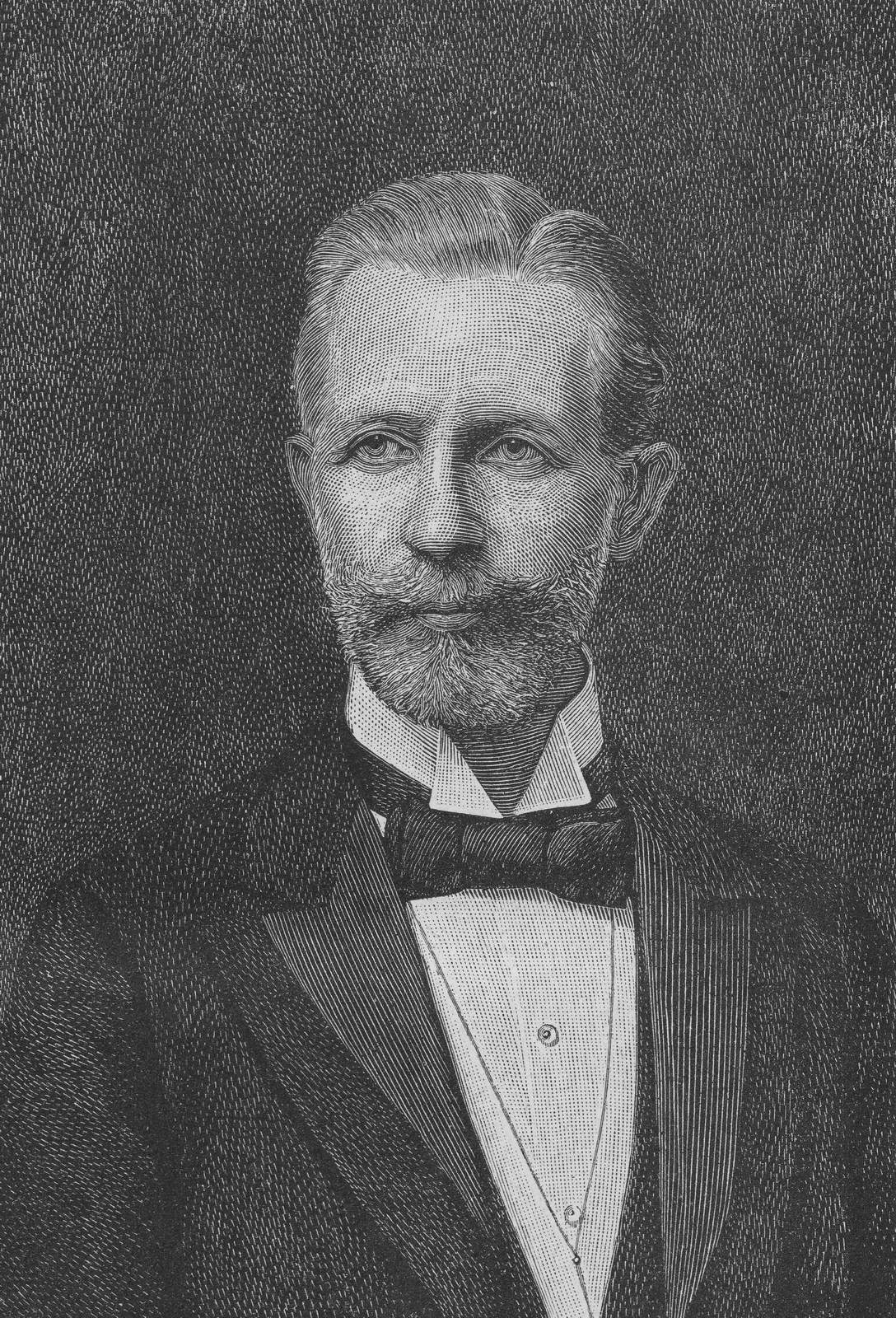
Wilhelm Schultz

Wilhelm Schultz (* 27. Märzjul. / 8. April 1854greg. in St. Petersburg; † 19. Juni 1921 in Bad Wörishofen) war ein deutscher Uhrmacher, Autor verschiedener Fachpublikationen und von 1914 bis zu seinem Tod Herausgeber des Deutschen Uhrmacher-Kalenders.
Schultz wurde als einziger Sohn eines aus berlin stammenden Posamentiermeisters in St. Petersburg geboren. 1858 siedelte die Familie nach Stuttgart über, wo Schultz von 1862 bis 1868 die Realschule besuchte und trotz einer Schwerhörigkeit mit einigen Auszeichnungen abschließen konnte. Von 1868 bis 1872 lernte er das Uhrmacherhandwerk vom Hofuhrmacher Friedrich Martin in Stuttgart. Er arbeitete zwei Jahre als Uhrmacher in Frankfurt am Main und ein weiteres Jahr in Zürich und Biel in der Schweiz, bevor er 1876 nach Stuttgart zurückkehrte. 1879 übernahm er ein Uhrmachergeschäft in München, hatte jedoch mit andauernden gesundheitlichen Problemen zu kämpfen, so dass er das Geschäft im Herbst 1888 verkaufte und mit Annoncen um eine Beteiligung an einer Uhrengroßhandlung oder einer Uhrenfabrik nachsuchte. Über diese Annoncen wurde Reinhold Stäckel, der Inhaber und Herausgeber der Deutschen Uhrmacher-Zeitung, auf Schultz aufmerksam und bot ihm 1889 eine Anstellung als Redakteur an, die Schultz mit großer Freude annahm. Später wurde er zum Chefredakteur und ab 1914 war er auch Herausgeber des Deutschen Uhrmacher-Kalender. Schultz hatte sowohl ausgezeichnete theoretische wie auch praktische Kenntnisse seines Fachs. Sein Werk Der Uhrmacher am Werktisch wurde vielfach neu aufgelegt und in einige andere Sprachen übersetzt. Als eines seiner besonderen Verdienste gilt auch die Verbesserung der Abbildungsqualität in der Deutschen Uhrmacher-Zeitung, die daraufhin zu einer der führenden internationalen Uhrmacher-Fachzeitschriften wurde. Als Vertrauter von Friedrich Anton Kames, der dem Milliardär und Uhrensammler J. P. Morgan als Kunstsachverständiger diente, besichtigte Schultz zahlreiche Museen und Uhrensammlungen auf der ganzen Welt. Seit Gründung des Deutschen Uhrmacher-Bundes war Schultz dessen zweiter Vorsitzender, nach dem Ausscheiden von Carl Marfels 1917 wurde er erster Vorsitzender. Aufgrund seiner Erkrankung musste er den Vorsitz Ende 1920 abgeben und wurde zum Ehrenvorsitzenden ernannt. Schultz starb während eines Kuraufenthaltes in Bad Wörishofen.
Schultz war seit 1893 mit Bertha Rittershofer verheiratet. Der Ehe entstammte der Sohn Herbert.

## Veröffentlichungen (Auswahl)
- Der Uhrmacher am Werktisch: Hand- und Nachschlagebuch für den Taschenuhren-Reparateur.
- Unsere Zeitmesser und ihre Behandlung: Anleitung zur sachgemässen Behandlung der Taschen- und Zimmeruhren.
- Die Uhrenausstellung in der Urania. In: Deutsche Uhrmacher-Zeitung. Band 22, 1898, S. 472–474, 498 f., 522 f. und 579, Band 23, 1899, S. 112, 164 f., 194 und 249.